# فئران وجرذان العالم الجديد
فئران وجرذان العالم الجديد مجموعة من القوارض ذات الصلة الموجودة في أمريكا الشمالية والجنوبية. فهي متنوعة للغاية في المظهر والبيئة، وتتراوح من الصغيرة مثل الفأر القزمي إلى الكبيرة مثل الجرذ العملاق الصوفي.